# Bad Buchau
Bad Buchau település Németországban, azon belül Baden-Württembergben. Lakosainak száma 4710 fő (2023. december 31.).

## Népesség
A település népessége az elmúlt években az alábbi módon változott:
| Lakosok száma | 3520 | 3776 | 3947 | 3856 | 3674 | 3968 | 4088 | 4088 | 3970 | 4710 |
|               | 1961 | 1967 | 1974 | 1980 | 1987 | 1993 | 2000 | 2006 | 2013 | 2023 |